# Wantagh
Wantagh és una concentració de població designada pel cens dels Estats Units a l'estat de Nova York. Segons el cens del 2000 tenia 18.971 habitants.

## Demografia
Segons el cens del 2000, Wantagh tenia 18.971 habitants, 6.179 habitatges, i 5.215 famílies. La densitat de població era de 1.907,5 habitants per km².
Dels 6.179 habitatges en un 41,2% hi vivien nens de menys de 18 anys, en un 73,8% hi vivien parelles casades, en un 7,9% dones solteres, i en un 15,6% no eren unitats familiars. En el 13,2% dels habitatges hi vivien persones soles el 7,4% de les quals corresponia a persones de 65 anys o més que vivien soles. El nombre mitjà de persones vivint en cada habitatge era de 3,06 i el nombre mitjà de persones que vivien en cada família era de 3,37.
Per edats la població es repartia de la següent manera: un 27,3% tenia menys de 18 anys, un 5,9% entre 18 i 24, un 29% entre 25 i 44, un 24,6% de 45 a 60 i un 13,3% 65 anys o més.
L'edat mediana era de 38 anys. Per cada 100 dones de 18 o més anys hi havia 91,3 homes.
La renda mediana per habitatge era de 83.916 $ i la renda mediana per família de 91.019 $. Els homes tenien una renda mediana de 61.162 $ mentre que les dones 40.403 $. La renda per capita de la població era de 31.817 $. Entorn de l'1,2% de les famílies i l'1,5% de la població estaven per davall del llindar de pobresa.